# Jan Malecki

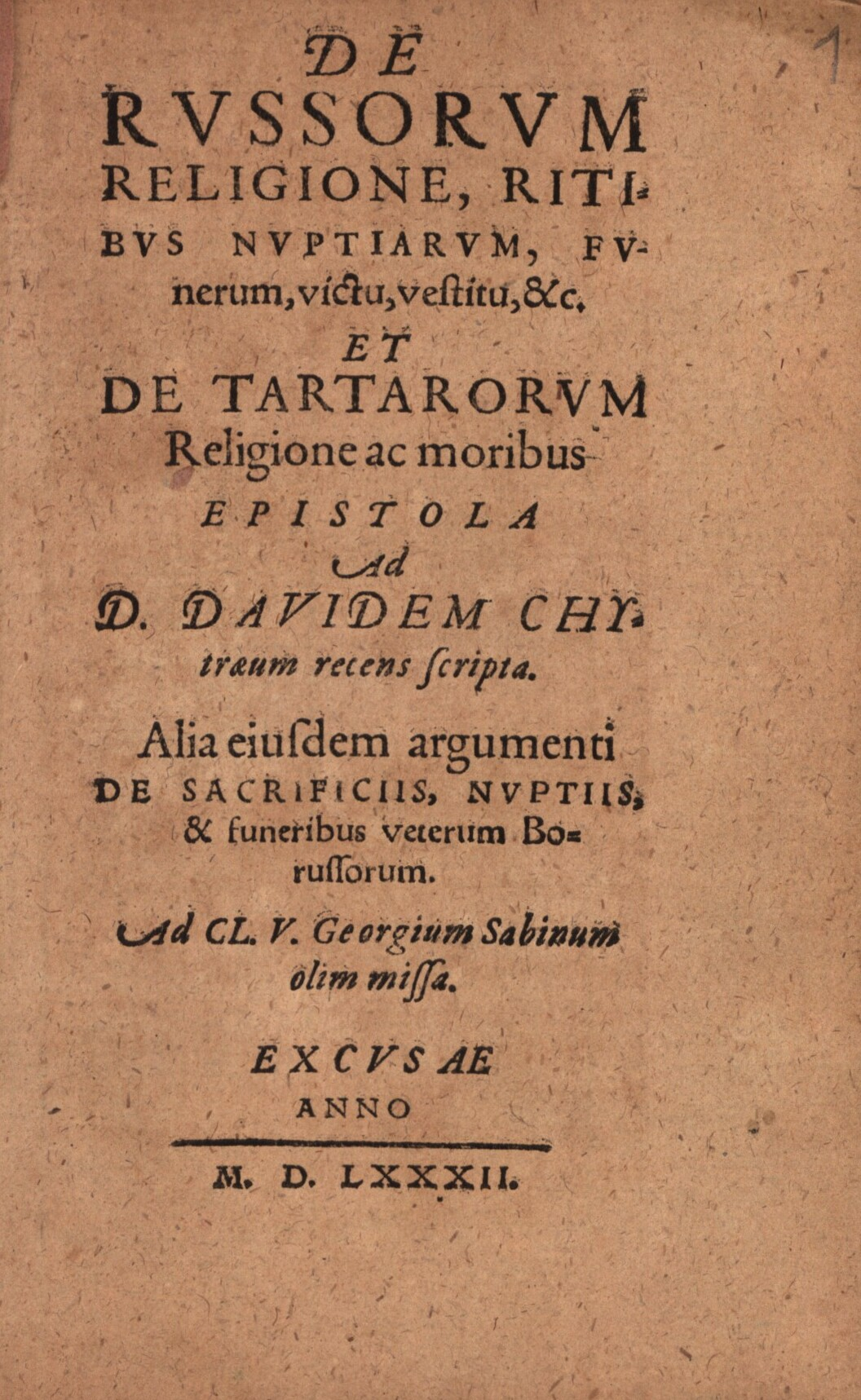
De Rvssorvm religione, ritibvs nvptiarvm, fvnervm, victu, vestitu etc. 1582

Jan Malecki, także: Jan z Sącza, Jan Malec(z)ki-Sandecki, Joannes Sandecensis, Joannes Sandecius, Malecius, Maletuus, Maeletius, Menecius, w niem. Johannes Maletius, krypt.: J. S., Jan S., (ur. około 1482 w Nowym Sączu, zm. po 28 maja 1567 w Ełku) – polski teolog luterański, poeta, tłumacz, drukarz, wydawca i redaktor. Pionier oświaty w języku polskim na Mazurach.

## Życiorys
Pochodził ze szlacheckiej rodziny Sandeckich-Maleckich z Małopolski. Był wszechstronnie wykształcony; biegle znał: język czeski, język niemiecki, rusiński i łaciński. W latach 1522–1528 Malecki prowadził drukarnię w Krakowie. Następnie, za pozwoleniem biskupa płockiego, założył drukarnię w Pułtusku. We wrześniu 1536 przeniósł się do Prus Królewskich, gdzie w Malborku, za namową ewangelickiego biskupa pomezańskiego Paula Speratusa, przyjął wiarę luterańską. Następnie Speratus namówił księcia pruskiego Albrechta Hohenzollerna, aby mianował Maleckiego naczelnym pastorem w Ełku, dla szerzenia reformacji na polskojęzycznych Mazurach. Książę był początkowo przeciwny, ponieważ Malecki nie miał wykształcenia teologicznego (list księcia z 21 marca 1537). Jednak działalność Maleckiego jako drukarza polskiej literatury protestanckiej w Królewcu sprawiła, że książę zgodził się na tę nominację w maju 1537, przyznając Maleckiemu pensję 60 marek rocznie. Książę podejrzewał jednak Maleckiego o sprzyjanie doktrynie o predestynacji i nakazywał Speratusowi nadzór nad polskim duchownym (list księcia z 24 grudnia 1537).
Malecki otrzymał od księcia majątek ziemski (nazwany później od jego nazwiska Maleczewo, w jęz. niem.: Malleszewen), 6 km na płd-zach. od Ełku. Malecki założył tam drukarnię (tzw. oficynę), drukującą polskie teksty religijne (niezachowane). 16 października 1544 książę darował mu kolejny majątek ziemski Regielnicę, 7 km na płd-wsch. od Ełku. Około 1550 książę dał Maleckiemu trzyletni urlop, który drukarz spędził na Litwie w Nieświeżu i Olicie, na dworze księcia Mikołaja Radziwiłła Czarnego (znanego propagatora reformacji), pomagając w założeniu drukarni protestanckiej. W 1552 Malecki wrócił do Ełku i w nowo założonej drukarni w Regielnicy wydrukował własny przekład Nowego Testamentu na język polski.
Na krótko przed śmiercią oddał do druku 28 maja 1567 własne dzieło teologiczne: Repetitio corporis doctrinae prutensiae (Powtórzenie kanonu doktryny Kościoła Pruskiego). Malecki był pionierem polskojęzycznej oświaty na Mazurach i pierwszym autorem polskich książek dla Mazurów. Pierwszy przetłumaczył na język polski i wydał w 1546 Mały Katechizm Lutra. Był też pionierem badań nad pogańską religią i językiem Prusów (resztki tego ludu jeszcze żyły wówczas w Sambii i na Mazurach) – w 1546 pisał o tych kwestiach do rektora Uniwersytetu Albertina w Królewcu – Georga Sabinusa. W tych listach Malecki opisuje ofiary ze zwierząt, składane przez Prusów przy okazji rytuałów weselnych, pogrzebowych i zadusznych (był ich naocznym obserwatorem).
Jego syn Hieronim Malecki kontynuował dzieło ojca; był pastorem, tłumaczem i wydawcą literatury polskiej na Mazurach.

## Twórczość

### Ważniejsze dzieła
- tłumaczenie na język polski : Catechismus (luterański)... przez Jana Maleczkiego S[andeckiego], Królewiec 1546. (znajduje się w: Biblioteka Uniwersytetu im. Mikołaja Kopernika w Toruniu)
- Epistula de sacrificiis et idolatria veterum Borussorum... (List o ofiarach i bałwochwalstwie dawnych Prusów...) Królewiec 1551, składa się z następujących części:
  - Johannes Maletius: Libellus de sacrificiis et idolatria Borussorum, Livonum aliarumque vicinarum gentium, ad clarissimum virum doctorem Georgium Sabinum illustrissimi principis Prussiae etc. consiliarium scriptus per Joannem Maletium [Regimonti 1563] 4°, sign.: Oa 7678o adl.3; Nl 818o adl. 1 b
  - Thomas Horner Egranus: Livoniae historia ... De sacrificiis et idolatria veterum Livonum et Borussorum libellus Ioannis Menecii [sic!], Regiomonti 1551 4°, sign.: Ha 3048o adl. 8;
  - [Paulus Oderborn]: De Russorum religione ... ad Davidem Chytraeum recens scripta, alia eiusdem argumenti de sacrificiis, nuptiis et funeribus veterum Borussorum [Joh. Meletii] ad ... Georgium Sabinum olim missa. Excusae anno 1582[1] 8°, sign.: Uph. o. 5089 adl. 5; Hf 162508o adl. 4; Hf 427752 8o adl. 3; Nc 3228o adl. 2 ("rozszerzony i poprawiony przez jego syna Hieronima Maleckiego, proboszcza z Białej Oleckiej);
  - idem, Rostochii 1582 4°, sign.: Ab 258o adl. 2; Nl 438o adl. 4;
  - przedruk w : Acta borussica 2, 1731, s. 401-412.
  - Frankfurter collectione script. Polon. B. II. S. 417
  - niemieckie tłumaczenie w: Mitteilungen der Litterarischen Gesellschaft Masovia 8, 1902, s. 177-196.
- współtłumacz i redaktor Żywota Pana Jezu Krysta (z Baltazarem Opciem) oraz Historyj rzymskich (z Janem z Koszyczek).
- Litania polska dla kościołów polskich Księstwa Pruskiego na jawność wydana (Królewiec, brak roku wydania, drukarnia J. Daubmann)

### Przekłady
- Nowy Testament, Ełk 1552; przedr. J. Janów przy wyd. Ewangeliarz... (wyd. tylko 1 arkusz); podobiznę arkusza podał F. Koch "Der letzte Druck des Lyckers Erzpriester J. Maletius", Altpreussische Monatsschrift, t. 40 (1903); podobizna karty tytułowej: P. Chmielowski Historia literatury polskiej, wyd. 2, wyd. S. Kossowski, Lwów 1914; unikat: Biblioteka Uniwersytetu Warszawskiego, sygn. Q. 28. 2. 4. 5. (urywek Ewangelii św. Mateusza na podstawie łacińskiego tłumaczenia Erazma z Rotterdamu)
- Haereses et errores in commentario Joannis Secluciani in Matthaeum... collati et confutati, powst. 1555; rękopis znajdował się w Archiwum Państwowym w Królewcu; całość omówił i fragmenty ogł. I. Warmiński Andrzej Samuel i Jan Seklucjan, Poznań 1906, s. 301-305, 407-408, (krytyka przekładu Ewangelii św. Mateusza przez J. Seklucjana), unikat Katechizmu J. Seklucjana, wyd. Królewiec 1545 z krytycznymi poprawkami własnoręcznymi J. Sandeckiego, znajdował się w Archiwum Państwowym w Królewcu; fragm. poprawek i fotografię 1 strony ogł. S. Rospond "Studia nad językiem polskim XVI wieku", Wrocław 1949, Prace Wrocławskiego Towarzystwa Nauk, seria A, nr 20; unikat Ewangelii św. Mateusza w przekł. J. Seklucjana, wyd. Królewiec 1551, z obszernymi poprawkami własnoręcznymi J. Sandeckiego – w Bibliotece Uniwersytetu Warszawskiego, sygn. 28. 2. 4. 44.; podobizna karty tytułowej: P. Chmielowski Historia literatury polskiej, wyd. 2, wyd. S. Kossowski, Lwów 1914, s. 87; fragm. poprawek i fot. w zmniejszeniu ogł. S. Rospond Studia nad...

### Prace edytorskie
- B. Opeć Żywot Pana Jezu Krysta, Kraków 1522, drukarnia F. Ungler w oficynie J. Hallera; wierszyk wydawcy przedr. M. Bobowski "Polskie pieśni katolickie...", Rozprawy AU Wydział Filologiczny, t. 19 (1893), s. 137; przedmowę przedr. W. Taszycki Obrońcy języka polskiego. Wiek XV-XVIII, Wrocław 1953, Biblioteka Narodowa seria I, nr 146, (wydawca oparł się na edycji H. Wietora, celowo zacierając źródło, dokonał wielu samodzielnych poprawek i uzupełnień)
- Fortuny i cnoty różność, Kraków 1524, drukarnia H. Wietor; przedr. S. Ptaszycki, Kraków 1891, BPP nr 1; część końcową przedr. J. Krzyżanowski Proza polska wczesnego Renesansu 1510-1550, Warszawa 1954; zredagowana przez J. Sandeckiego wersja dziełka Jana z Koszyczek (zdaniem J. Krzyżanowskiego – prawdopodobnie raczej Biernata z Lulina) pt. Historia o Szczęściu, Kraków 1522, drukarnia H. Wietor; tu także: 6-wiersz wydawcy: Pokora ku swoim)
- Mikołaj z Szadka Judicium Cracovien(se) astronomicum, Kraków 1525, drukarnia H. Wietor, (kalendarz na rok 1526)
- Osądzenie spraw niebieskich... na rok... 1529, Kraków 1528, drukarnia F. Ungler, (tu wiersz wydawcy: Ku cztącemu); fragmenty przedr.: "Dwa kalendarze polskie na rok 1528, 1529 według egzemplarzy Biblioteki Kórnickiej", Warta i odb., Poznań 1874; inne fragmenty ogł. J. Łoś Przegląd językowych zabytków staropolskich do r. 1543, Kraków 1915, s. 318; także wyd. 2 zmienione pt. Początki piśmiennictwa polskiego, Lwów 1922, s. 324-325, (kalendarz, według L. Bernackiego dziełko Jana z Koszyczek)
- Ewangeliarz lub tzw. lekcjonarz, drukarnia F. Ungler na przełomie 1527/1528; znany ze zdefektowanego unikatu Ossolineum nr 60862; fragmenty druk. L. Bernacki 1909; całość wyd. krytycznie J. Janów, Kraków 1947, BPP nr 87, (najobszerniejszy polski zabytek ewangelijny sprzed połowy XVI w.; stanowi zbiór kilkudziesięciu ustępów ze Starego i Nowego Testamentu; redakcji dokonał wydawca na podstawie ewangeliarza czeskiego oraz starszych rękopisów i druków polskich)
- Parafraza Ojcze Nasz, wyd. 1526-1528
- Catechismus, to jest nauka krześciańska od Apostołów dla prostych ludzi we trzech cząstkach zamkniona..., Królewiec 1546 (drukarnia J. Weinreich); przedr.: J. Janów przy wyd. Ewangeliarz lub tzw. lekcjonarz, drukarnia F. Ungler na przełomie 1527/1528, dod. 3; S. Rospond Druki mazurskie XVI w., Olsztyn 1948; wierszyk wstępny przedr. W. Kochański "Poezja Mazur i Warmii. Antologia", Warszawa 1949, Biblioteka Ziem Odzyskanych nr 8
- Defensio verae translationis Corporis Catechismi in linguam polonicam..., powst. 1547, z rękopisu wyd. S. Rospond Druki mazurskie XVI w., Olsztyn 1948, (replika przeciw zarzutom J. Seklucjana skierowanym przeciwko Katechizmowi J. Sandeckiego)
- Epistola ad Georgium Sabinum de sacrificiis et idololatria veterum Livonum et Borissorum, Regensburg 1551, (wielokrotne przedruki)

### Listy i materiały
- List do księcia Albrechta pruskiego, dat. 1552, ogł. P. Tschackert Urkundenbuch zur Reformationsgeschichte des Herzogthums Preussen, Lipsk 1890; fragmenty przedr. M. Wiszniewski Historia literatury polskiej, t. 6, Kraków 1844, s, 557
- List do Jerzego Sabinusa, dat. 1553, wyd.: fragmenty bez podania autora J. Łasicki De diis Samagitarum, Bazylea 1615, s. 16 nn.; całość: Zeistschrift f. Deutsches Altertum, t. 1 (1841), s. 144; zobacz też: R. Gansiniec "Gregorianki", Pamiętnik Literacki, rocznik 45 (1954), zeszyt 2, s. 392, 409-410
- Pismo Albrechta księcia pruskiego w związku z wyd. przez J. Sandeckiego druku ariańskiego, dat. 16 lipca 1557; ogł. F. Koch "Der letzte Druck des Lyckers Erzpriester J. Maletius", Altpreussische Monatsschrift, t. 40 (1903), dod.

### Przekład o autorstwie niepewnym
- Żiwot błogosławenego Aleksego spowednika. Drugi żywot Eustachiusza męczennika, Kraków 1529, drukarnia M. Szarffenberg, wyd. krytyczne J. Bystroń Sprawozdanie Komisji Językowej AU, t. 5 (1894); Żywot św. Aleksego przedr. A. Brückner Literatura religijna w Polsce średniowiecznej, t. 3, Warszawa 1904, s. 69-73; Żywot św. Aleksego i Ku czytelnikowi, szostowirszik, podpisany przez Jan S.; przedr. S. Vrtel-Wierczyński "Staropolska legenda o św. Aleksym na porównawczym tle literatur słowiańskich", Poznań 1937, Poznańskie Towarzystwo Przyjaciół Nauk, Prace Komisji Filologicznej, t. 9, s. 97; Żywot Eustachiusza męczennika przedr. J. Krzyżanowski Proza polska wczesnego Renesansu 1510-1550, Warszawa 1954, (Żywot św. Aleksego jest przekładem wersji łacińskiej z Gesta Romanorum; tekst przekładu pozostaje pod wpływem czeskim; powtarzano go w edycjach Historii rzymskich, t. 1; według J. Krzyżanowskiego i S. Vrtel-Wierczyńskiego, Jan Sandecki-Malecki mógł być tłumaczem Żywota; L. Bernacki przypisał autorstwo przekładu Janowi z Koszyczek; według J. Janowa, Jan z Koszyczek był tłumaczem całości Gesta Romanorum, natomiast Jan Sandecki-Malecki dokonał przeróbki jego przekładu 2 żywotów wybranych z Gesta Romanorum).